# Ebony Ridge
L'Ebony and Ivory Ridge (in lingua inglese: dorsale color ebano e avorio) è una dorsale costiera lunga 5 miglia nautiche (9 km) situata all'estremità settentrionale del Commonwealth Range, catena montuosa che fa parte dei Monti della Regina Maud, in Antartide.
È posizionata tra l'Airdrop Peak e il Mount Robert Scott. È costituito da grovacca metamorfizzata il cui colore grigio contrasta nettamente con il colore ocra della superficie delle intrusioni granitiche dei vicini Mount Kyffin e Mount Harcourt.
La denominazione fu assegnata dalla New Zealand Alpine Club Antarctic Expedition (1959–60).